# Jack Ketchum
Dallas William Mayr, más conocido por su pseudónimo Jack Ketchum (Livingston, Nueva Jersey; 10 de noviembre de 1946-Nueva York, 24 de enero de 2018), fue un guionista y escritor de terror estadounidense.

## Biografía
En su infancia y adolescencia no le gustaba socializar, prefiriendo pasear por el bosque y estar en su cuarto leyendo cómics y libros. Se graduó en la escuela de Livingston en 1964. En su adolescencia se hizo amigo del autor Robert Bloch, autor de Psicosis, que se convirtió en su mentor. Antes de publicar su primer libro trabajó como actor, maestro y vendedor de madera, incluido ser el representante literario de Henry Miller, el célebre autor de la novela Trópico de Cáncer. Ketchum ha sido elogiado por iconos literarios como Stephen King.
Su primera novela, de 1980, Off Season, es el principio para una serie de novelas e historias cortas donde el protagonista es el hombre, un animal increíblemente ambiguo. Ha sido condenado por la revista Village Voice, acusándole de que sus trabajos contienen pornografía violenta.
A menudo las historias de Ketchum se basan en hechos reales: se inspiró en el asesinato de una joven llamada Sylvia Likens, que tuvo lugar en 1965, para escribir su novela The Girl Next Door (1989).
Con los años, Ketchum recibió numerosos premios por obras como The Box (premio Bram Stoker al mejor relato corto, 1994), Closing Time (premio Bram Stoker a la mejor novela, 2003), Peaceable Kinkgdom (premio Bram Stoker a la mejor antología, 2003) , Gone (que se publicó por primera vez en October Dreams; premio Bram Stoker al mejor relato corto, 2000), premio World Horror Convention Great Master 2011 por su contribución al género del terror. Dreams: A Celebration of Halloween (editada por Richard Chizmar y Robert Morrish). Muchas de sus obras se han convertido en películas, como The Lost, The Girl Next Door y Red.
Falleció el 24 de enero de 2018 a causa de cáncer.

## Obras
- Off Season versión original (1980), edición revisada (1999)
- Hide and Seek (1984) (después revisado para la edición de la versión limitada)
- Cover (1987) (después revisado para la edición de la versión limitada)
- The Girl Next Door (1989), inspirada en la tortura y asesinato de Sylvia Likens.
- She Wakes (1989) (revisado para las Publicaciones de Cemetery Dance, 2003)
- Offspring (1991)
- Joyride (1994) (también conocido como Road Kill, publicado en el Reino Unido)
- Stranglehold (1995) (también conocido como Only Child')
- Red (1995)
- Ladies Night (1997)
- The Exit At Toledo Blade Boulevard (1998) (edición limitada) (más tarde reimpreso y reescrito con el título Peaceable Kingdom)
- Right To Life and 2 Stories (1998) (colección de cuentos)
- Father and Son (1999) (versión limitada)
- The lost (2001)
- Station Two (2001) (versión limitada)
- Peaceable Kingdom (2002) (colección de cuentos)
- Sleep Disorder (2003) (edición limitada) (colección de cuentos, con la participación de Edward Lee)
- Honor System (2002) (edición limitada)
- The Crossings (2004) (edición limitada)
- Weed Species (2006) (edición limitada)
- Closing Time and Other Stories (2007) (edición limitada, colección de cuentos)
- Old Flames (2008)
- The Western Dead (2008) (Inspirado por el libro The Minions of Ka, editado por la Graphic Novel Franchise)
- Cover (2009)

## Adaptaciones
- The Lost ha sido llevada al cine en 2005 por el director Chris Sivertson.
- The Girl Next Door fue llevada al cine en 2007 por el director Gregory Wilson.
- Red fue llevada al cine en 2008 por los directores Trygve Allister Diesen y Lucky McKee.
- The Offspring ha sido llevada al cine por el director Andrew Van Den Houten, difundido en octubre de 2009.
- Offspring: The Woman salió en 2010, dirigido por el mismo Lucky McKee.